# سلور أزرق
السِّلَّوْر الأزرق (الاسم العلمي: Ictalurus furcatus) هو أكبر أنواع السلور في أمريكا الشمالية، ويبلغ طوله 165 سم (65 بوصة) ووزنه 68 كجم (150 رطلاً). الطول النموذجي هو حوالي 25-46 بوصة (64-117 سم). يمكن للأسماك أن تعيش حتى 20 عاماً. الانتشار الأصلي للسلور الأزرق بشكل أساسي في مجاري نهر المسيسيبي، بما في ذلك أنهار ميزوري وأوهايو وتينيسي وأركنساس ونهر دي موين في جنوب وسط ولاية أيوا وريو غراندي وجنوباً على طول ساحل الخليج إلى بليز وغواتيمالا.

## روابط خارجية
- Blue Catfish Factsheet. USGS
- "Mississippi Catfish". الموسوعة الأمريكية. 1920. {{استشهاد بموسوعة}}: يحتوي الاستشهاد على وسيط غير معروف وفارغs: |HIDE_PARAMETER15=، |HIDE_PARAMETER4=، |HIDE_PARAMETER2=، |HIDE_PARAMETER21=، |HIDE_PARAMETER8=، |HIDE_PARAMETER17=، |HIDE_PARAMETER20=، |HIDE_PARAMETER5=، |HIDE_PARAMETER7=، |HIDE_PARAMETER16=، |HIDE_PARAMETER3=، |HIDE_PARAMETER22=، |HIDE_PARAMETER14=، |HIDE_PARAMETER13=، |HIDE_PARAMETER11=، |HIDE_PARAMETER10=، |HIDE_PARAMETER6=، |HIDE_PARAMETER9=، |HIDE_PARAMETER1=، |HIDE_PARAMETER23=، |HIDE_PARAMETER18=، |HIDE_PARAMETER19=، و|HIDE_PARAMETER12= (مساعدة)
- Blue Catfish Records.